# Ordine della Spada
L'Ordine della Spada (Svärdsorden) è un ordine cavalleresco svedese fondato dal re Federico I di Svezia il 23 febbraio 1748 insieme con l'Ordine dei Serafini e l'Ordine della Stella Polare.

## Storia
L'Ordine della Spada, originariamente inteso come premio per il coraggio in battaglia, divenne successivamente una onorificenza per gli ufficiali dopo un certo numero di anni in servizio. Inizialmente esistevano tre gradi (cavaliere, commendatore e commendatore di gran croce), ma questi gradi sono stati successivamente suddivisi a loro volta in classi. Il motto dell'ordine è Pro Patria (Per la Patria).
Nel 1788 il re Gustavo III di Svezia creò due nuove classi, che potevano essere conferite solo in tempo di guerra:
- Cavaliere di Gran Croce di I Classe
- Cavaliere di Gran Croce

Nel 1952 una speciale medaglia distintiva è stata aggiunta all'ordine, medaglia che può essere conferita solo in tempo di guerra.
L'Ordine della Spada cessò di essere conferito nel 1975. Tuttavia, l'attuale Re di Svezia Carlo Gustavo XVI spesso indossò le insegne di gran maestro dell'Ordine anche dopo questa data.
Nel 2019, una commissione parlamentare venne incaricata di stabilire delle linee guida su come reintrodurre gli Ordini svedesi, compreso l'Ordine della Spada, nel sistema delle onorificenze svedesi e su come i cittadini svedesi potessero nuovamente esserne insigniti. La commissione presentò i suoi risultati nel settembre del 2021 e il governo dichiarò che un disegno di legge in materia sarebbe stato presentato al Riksdag il 19 aprile 2022. Il disegno di legge fu approvato dal Riksdag a larga maggioranza il 19 giugno successivo. Il 20 dicembre 2022 il Governo svedese pubblicò il nuovo regolamento che abrogò quello del 1974, ripristinò la possibilità di conferire gli Ordini Reali ai cittadini svedesi e riattivò l'Ordine della Spada e l'Ordine di Vasa. Questo entrò in vigore dal 1º febbraio 2023.

## Classi
L'Ordine dispone di cinque classi di benemerenza:
- Commendatore di Gran Croce: indossa il collare dell'ordine e una fascia pendente dalla spalla destra, più la placca sul petto a sinistra.
- Commendatore di I Classe: indossa la croce su un nastro più la placca sul petto a sinistra.
- Commendatore: indossa la croce su un nastro.
- Cavaliere di I Classe: indossa la croce su un nastro sul petto a sinistra.
- Cavaliere di II Classe: indossa la croce su un nastro sul petto a sinistra.

| Nastri                 |                       |              |                          |                            |
| Cavaliere di II Classe | Cavaliere di I Classe | Commendatore | Commendatore di I Classe | Commendatore di Gran Croce |

## Insegne
- Il collare dell'ordine è in oro, con nove spade smaltate di blu e nove scudi.
- La medaglia dell'ordine è una croce melitense smaltata di bianco in argento per i cavalieri e dorata per i gradi da cavaliere di prima classe in su. Fra i bracci della croce appaiono delle corone. Lo scudo è composto dalle tre corone dorate, simbolo della Svezia, con una spada al centro, il tutto su campo blu. La croce è poi sormontata dalla corona regale.
- La placca dell'Ordine consiste in una croce ottagona d'argento, riportante nel disco centrale tre corone su sfondo smaltato di blu. La gran croce ha anche delle corone dorate agli angoli delle braccia della croce e dei raggi.
- Il nastro dell'ordine è di colore giallo bordato di blu.

## Insigniti notabili
- Umberto Pessolano, Generale Esercito Italiano
- Georg Henrik Jägerhorn, commendatore di gran croce
- Carl Gustaf Emil Mannerheim
- Fabian Casimir Wrede
- Hermann Göring
- Georg Carl von Döbeln
- Carlo XVI Gustavo di Svezia
- Rudolf Walden
- Henrik af Trolle
- Gustaf Arvid Lilliehöök, cavaliere 1872
- Baltzar von Dahlheim, 1748
- Åge Lundström, commendatore di I classe, atleta olimpionico